# Isla Waldron
La isla Waldron  es una isla del archipiélago de las islas San Juan, situadas en el estrecho de Georgia. Pertenecen al estado de Washington, Estados Unidos.
La isla posee un área de 0.2538 km² y una población de 104 personas, según el censo del 2000. Al contrario de las demás islas del archipiélago, en ésta el turismo no es la principal fuente de ingresos. Es una de las islas más pobres y de las zonas más empobrecidas del estado. Debido al bajo coste de vida, sus habitantes piensan que es un símbolo de calidad de vida. 
- Datos: Q16580035